# Richard Christy
Richard Christy (ur. 1 kwietnia 1974 w Fort Scott) –  amerykański perkusista, aktor, komik i prezenter radiowy. 
Jest znany z występów w grupach muzycznych Death, Control Denied, Iced Earth, Demons & Wizards, Incantation, Acheron oraz Leash Law, Burning Inside, Tiwanaku, Syzygy, Bung Dizee, Public Assassin.
Wiosną 2009 roku Christy utworzył projekt muzyczny Charred Walls of the Damned. Do współpracy w nim zaprosił znane postacie w świecie muzycznym: wokalistą został Tim "Ripper" Owens (min. Judas Priest, Iced Earth), basistą Steve DiGiorgio (min. Sadus, Autopsy, Death, Testament), zaś funkcje gitarzysty objął producent muzyczny Jason Suecof (min. Trivium, The Black Dahlia Murder). Suecof zajął się również produkcją pierwszej płyty zespołu, która została wydana w lutym 2010 roku przez Metal Blade Records.

## Dyskografia
Death
- The Sound of Perseverance (1998)
- Live in Eindhoven (2000)
- Live in L.A. (Death & Raw) (2001)

Control Denied
- The Fragile Art of Existence (1999)

Burning Inside
- The Eve Of The Entities (2000)
- Apparition (2001)
- Burning Inside (2007)

Iced Earth
- Horror Show (2001)
- Tribute to the Gods (2002)
- The Glorious Burden (2004)

Leash Law
- Dogface (2004)

## Filmografia
- Why You Do This (2010, film dokumentalny, reżyseria: Michael Dafferner)[3]